# Фарнборо (аэропорт)
Фарнборо (англ. Farnborough Airport) — аэропорт в Фарнборо, в котором проводится знаменитый авиасалон. 

## История
Основан в начале XX века с созданием королевской фабрики воздушных шаров (англ. His Majesty's Balloon Factory).
С данного аэродрома 16 октября 1908 года был совершен первый в Великобритании вылет самолёта (Сэмюэл Коди, en:British Army Aeroplane No 1).
Здесь находилась первая площадка («RAE Farnborough»)   Королевского авиастроительного предприятия (Royal Aircraft Establishment, RAE), которому в 1946 году была добавлена вторая площадка — RAE Bedford (Бедфордшир).
Здесь размещён отдел расследования воздушных инцидентов (англ. Air Accidents Investigation Branch) Министерства транспорта Великобритании.